# Shatarupa
Shatarupa [Šatarupa] (ਸਤਰੂਪਾ; śata-rūpā = „ona od stotinu lijepih oblika”) božica je iz hinduističke mitologije, koju je stvorio Brahma. Prema svetom tekstu zvanom Matsya Purana, Shatarupa je također znana kao Satarupa, Sandhya i Brahmi. Ona je prva žena, koju je Brahma stvorio zajedno s Manuom (मनु).
Manu je oženio Shatarupu te su dobili djecu; ovo je njihov popis:
- Priyavrata – sin
- Uttānapāda – sin
- Ākūti – supruga mudraca Rucija
- Devahūti – supruga mudraca Kardame
- Prasūti – supruga boga Dakshe